# Abbaye Saint-Merry de Linas
L'abbaye Saint-Merry est une abbaye dédiée à saint Merry sise à Linas, Essonne. Elle a été fondée en 936 par Louis IV d'Outremer. Il en subsiste la base du clocher et une partie du chœur de l'église, qui sont classés au titre des monuments historiques.

## Origine
Il existait à Linas une église dédiée à saint Vincent.
Un document de 884 mentionne la translation de reliques de saint Merry de Paris à Linas.
En 1207, l'évêque de Paris Eudes de Sully veut accroître le culte dans l'église Saint-Vincent de Linas (ce par quoi on apprend que l'église de Linas, dédiée à saint Vincent, le sera à saint Médéric sous le nom de Saint-Merry seulement après l'installation du chapitre à Linas), et y institue des chanoines pour ce faire. Ces chanoines viennent de la collégiale de l'église Saint-Marcel de Paris qui avait perdu une partie de ses revenus au début du XIIIe siècle. Une collégiale est bâtie, dont il reste la base du clocher et une partie du chœur à chevet plat.

## Achat de la seigneurie de Linas
Les seigneurs de Linas sont depuis longtemps la famille des Hescelin. En cette fin du XIIe siècle, une des filles, Marie, hérite d'une partie de cette terre. Elle épouse Amaury de La Hunière, écuyer, et en février 1284 le couple vend pour 710 livres parisis la part de Marie de la terre et seigneurie de Linas au prieuré Saint-Merry. Philippe III le Hardi fournit l'amortissement de cette vente[pas clair] en tant que seigneur de la châtellenie de Montlhéry. 

Les biens concernés sont en partie grevés de redevances au profit de plusieurs seigneurs et monastères. On note parmi d'autres le curé de Saint-Merry, à qui est dû un muid de vin - à charge du chapitre après l'achat de 1284. Cette situation se reproduira à plusieurs reprises. En effet, la communauté des chanoines, avec son doyen, étaient donc seigneurs d'une partie de Linas. Mais ledit doyen, ainsi que le chantre, possédaient des censives propres à leur prébende. Malgré les prises de décisions lors des assemblées capitulaires, s'ensuivirent un certain nombre de conflits nécessitant arbitrages extérieurs et longues procédures, parfois ardues, entre les parties concernées.
La collégiale, seigneur ecclésiastique de Linas, n'a guère bénéficié de donations ; elle s'est pourvue de revenus principalement par des achats, sauf pour les prébendes données par l'évêché. Au XIIIe siècle, le temps est passé des grandes créations de monastères : les dons sont plus dirigés vers les ordres mendiants, et l'argent va vers les pèlerinages et les croisades. Par ailleurs, en tant que seigneur ecclésiastique le chapitre percevait le cens, et en tant qu'église il percevait les dîmes. Bien souvent les seigneurs laïcs avaient fait main basse sur les dîmes, et, hormis par donation, le clergé ne pouvait les récupérer car il était interdit d'en faire commerce. Mais une exception se fit là : le 18 juillet 1246, le pape Innocent IV autorise le chapitre à racheter à des laïcs les dîmes dans les autres paroisses, sous condition de l'assentiment des curés et des diocésains et également sous condition de restituer ces dîmes aux diocésains si ceux-ci les réclament.

## L'église Saint-Merry
L'église Saint-Merry est une église paroissiale de culte catholique, dédiée originellement à saint Vincent puis à l'ermite saint Médéric.
L'église est située dans le centre-ville de la commune de Linas à l'angle des rues Saint-Merry et Paul-Bert, sur la rive gauche de la rivière Salmouille.
Grandement remaniée au XVIe siècle, l’église vit la reconstruction du chœur et le percement du chevet pour installer une grande verrière.
En 1876 l’église étant fort délabrée, la nef romane fut démolie et reconstruite dans le style gothique du chœur. L’église a été fermée en 1997 pour des travaux de restauration.
Les vitraux du chevet, fort beaux, datent du XIXe siècle et représentent : en bas, saint Merry, saint Pierre et saint Vincent ; au centre, saint Paul, les évangélistes et saint Thomas ; et au sommet de la verrière, la crucifixion du Christ entouré de saint Pierre et saint Paul.
L'église est classée monument historique depuis 1928.